# آني إم. جي. شميت
آني إم. جي. شميت (بالهولندية: Annie M.G. Schmidt) (و. 1911 – 1995 م) هي كاتبة مسرحية، وكاتِبة، وشاعرة، وكاتبة للأطفال، وأمينة مكتبة، ومؤلفة هولندية، ولدت في كابيله، توفيت في أمستردام، عن عمر يناهز 84 عاماً، بسبب توقف القلب.

## جوائز
حصلت على جوائز منها:
- جائزة هانس كريستيان أندرسن (1988)
- Gouden Griffel [الإنجليزية]‏ (1981)
- Theo Thijssen-prijs [الإنجليزية]‏ (1964)
- جائزة القيثارة الذهبية [الإنجليزية]‏
- Constantijn Huygens Prize [الإنجليزية]‏ (1987)

## وصلات خارجية
- آني إم. جي. شميت على موقع IMDb (الإنجليزية)
- آني إم. جي. شميت على موقع ميوزك برينز (الإنجليزية)
- آني إم. جي. شميت على موقع ديسكوغز (الإنجليزية)
- آني إم. جي. شميت على موقع قاعدة بيانات الفيلم (الإنجليزية)

- آني إم. جي. شميت في قاعدة بيانات الأفلام على الإنترنت